# You're the one (una historia de entonces)
You're the one (una historia de entonces) is een Spaanse film uit 2000, geregisseerd door José Luis Garci.

## Verhaal
De film speelt zich af in Spanje in 1940. Julia is een hoog opgeleide vrouw, die gestudeerd heeft in Zwitserland en Engeland en graag schrijfster wil worden. Wanneer haar minnaar, de schilder José Miguel, gevangen wordt gezet omdat hij zich tegen het regime verzet, vertrekt Julia naar het Asturische dorpje Corralbos del Sella. Ze ontmoet er oude bekenden en probeert te vergeten wat haar in de hoofdstad is overkomen.

## Rolverdeling
| Acteur               | Personage      |
| -------------------- | -------------- |
| Lydia Bosch          | Julia          |
| Julia Gutiérrez Caba | Tía Gala       |
| Juan Diego           | Don Matías     |
| Ana Fernández        | Pilara         |
| Manuel Lozano        | Juanito        |
| Iñaki Miramón        | Orfeo          |
| Fernando Guillén     | Padre de Julia |
| Carlos Hipólito      | Fidel          |
| Marisa de Leza       | Madre de Julia |
| Jesús Puente         | Dr. Bermann    |
| Alfonso Delgado      | Cabo           |

## Ontvangst

### Prijzen en nominaties
Een selectie:
| Jaar | Evenement                          | Categorie                                                  | Genomineerde                              | Resultaat   |
| ---- | ---------------------------------- | ---------------------------------------------------------- | ----------------------------------------- | ----------- |
| 2001 | Premios Goya (15de uitreiking)     | Beste film                                                 | You're the one (una historia de entonces) | Genomineerd |
| 2001 | Premios Goya (15de uitreiking)     | Beste regisseur                                            | José Luis Garci                           | Genomineerd |
| 2001 | Premios Goya (15de uitreiking)     | Beste actrice                                              | Lydia Bosch                               | Genomineerd |
| 2001 | Premios Goya (15de uitreiking)     | Beste mannelijke bijrol                                    | Juan Diego                                | Genomineerd |
| 2001 | Premios Goya (15de uitreiking)     | Beste mannelijke bijrol                                    | Iñaki Miramón                             | Genomineerd |
| 2001 | Premios Goya (15de uitreiking)     | Beste vrouwelijke bijrol                                   | Julia Gutiérrez Caba                      | Gewonnen    |
| 2001 | Premios Goya (15de uitreiking)     | Beste vrouwelijke bijrol                                   | Ana Fernández                             | Genomineerd |
| 2001 | Premios Goya (15de uitreiking)     | Beste origineel scenario                                   | José Luis Garci, Horacio Valcárcel        | Genomineerd |
| 2001 | Premios Goya (15de uitreiking)     | Beste camerawerk                                           | Raúl Pérez Cubero                         | Gewonnen    |
| 2001 | Premios Goya (15de uitreiking)     | Beste montage                                              | Miguel González Sinde                     | Gewonnen    |
| 2001 | Premios Goya (15de uitreiking)     | Beste artdirector                                          | Gil Parrondo                              | Gewonnen    |
| 2001 | Premios Goya (15de uitreiking)     | Beste productiemanager                                     | Luis María Delgado                        | Gewonnen    |
| 2001 | Premios Goya (15de uitreiking)     | Beste kostuums                                             | Gumersindo Andrés                         | Genomineerd |
| 2001 | Premios Goya (15de uitreiking)     | Beste grime en haarstijl                                   | Paca Almenara, Antonio Panizza            | Genomineerd |
| 2001 | Berlijn (51ste editie)             | Gouden Beer voor beste film                                | You're the one (una historia de entonces) | Genomineerd |
| 2001 | Berlijn (51ste editie)             | Zilveren beer voor een voortreffelijke artistieke bijdrage | Raúl Pérez Cubero                         | Gewonnen    |
| 2001 | Europese Filmprijzen (14de editie) | Beste regisseur                                            | José Luis Garci                           | Genomineerd |